# Opera kameralna
Opera kameralna (ang. chamber opera, wł. opera da camera, fr. opéra de chambre) – określenie utworów operowych napisanych do wykonania z zespołem kameralnym, a nie z pełną orkiestrą. Zazwyczaj jest to utwór krótki, wykonywany przez małą orkiestrę (zespół kameralny), o uproszczonej inscenizacji scenicznej i trwający dość krótko.

## Historia
Określenie opera kameralna zostało po raz pierwszy użyte w literaturze naukowej przez
Richarda Batkę w 1902. Jednakże termin opera kameralna był używany do określenia wcześniejszych kompozycji muzycznych. Początkowo opera kameralna odnosiła się do małych przedstawień prywatnych, bez chóru, w książęcym salonie, z okazji uroczystości rodzinnych. W stosunku do twórczości z końca XIX wieku terminu tego zaczęto używać dla odróżnienia od wielkiej opery romantycznej i dramatu muzycznego Richarda Wagnera, termin ten był używany w odniesieniu do różnych gatunków operowych o mniejszych rozmiarach pod względem fabuły, przestrzeni i obsady – często tylko w jednym akcie. Wcześniejsze utwory również są określane jako opery kameralne, np. La serva padrona Pergolesiego z 1733, która powstała jako komiczne intermezzo do innej opery tego kompozytora, a z czasem nabrała znaczenia jako opera kameralna ze względu na krótki czas trwania (45 minut) i to, że zawiera tylko trzy postacie.

### XX wiek
Na początku XX wieku kompozytorzy zaczęli określać swoje kompozycje jako opera kameralna – wśród przykładów są Sāvitri Gustava Holsta z 1908/1909, czy kompozycja Georges’a Migot, który swoją operę Le Rossignol en amour z 1926 określił explicite jako opéra de chambre.
Inne dzieła z początku XX wieku, które mogą być traktowane jako opera kameralna – utwory Igora Strawińskiego Histoire du soldat z 1918, w której brakuje partii śpiewu, ale był to pierwszy podróżujący teatr kameralny, skonstruowany tak, aby można było go przewieźć z kilkoma członkami orkiestry i kilkoma wykonawcami oraz Renard z 2016.
Do pierwszych znaczących dzieł kameralnych zalicza się Ariadne auf Naxos Richarda Straussa w wersji z 1912, w jednym akcie i prologu, z zaledwie czterema postaciami. W 1926 roku Paul Hindemith stworzył Cardillac w trzech aktach z udziałem zaledwie siedmiu wykonawców.
W kolejnych latach XX wieku powstawały dzieła o charakterze oper kameralnych. Benjamin Britten pisał dzieła w tej kategorii w latach czterdziestych XX wieku, kiedy English Opera Group potrzebowała dzieł, które można było z łatwością zabierać w trasy koncertowe. Britten stworzył kolejno:
The Rape of Lucretia (Gwałt na Lukrecji) (1946), Albert Herring (1947), The Turn of the Screw (Dokręcanie śruby) (1954) i Curlew River (Kulikowa rzeka) (1964).
Instrumentacja oper kameralnych jest różna. Britten skomponował muzykę do The Rape of Lucretia na ośmiu śpiewaków z pojedynczymi smyczkami i instrumentami dętymi z fortepianem, harfą i perkusją.
The Diary of a Madman z 1958 Humphreya Searle’a jest przeznaczony na cztery głosy i orkiestrę składającą się z pojedynczych instrumentów smyczkowych, dętych drewnianych i dętych blaszanych, z dwoma perkusistami. Efekty elektroniczne mogą również służyć wytworzeniu określonych efektów dźwiękowych.

## Opery kameralne
Wybór tytułów oper kameralnych, wg roku powstania:
- 1708 Il piu bel nome(inne języki), Antonio Caldara[1][16];
- 1733 La serva padrona, Giovanni Battista Pergolesi[1];
- 1922 Renard(inne języki), Igor Strawinski[9];
- 1923 El retablo de Maese Pedro(inne języki), Manuel de Falla[17];
- 1926 Cardillac(inne języki), Paul Hindemith[18];
- 1927 Le Pauvre Matelot(inne języki), Darius Milhaud[19];
- 1945 What Price Confidence?(inne języki), Ernst Křenek[1];
- 1954 The Turn of the Screw (opéra)(inne języki), Benjamin Britten[12].